# Enigmapercis
Enigmapercis és un gènere de peixos de la família dels percòfids i de l'ordre dels perciformes.

## Etimologia
Enigmapercis prové del mot llatí aenigma (parlar al·lusivament o obscura) i del grec perke (perca).

## Distribució geogràfica
Es troba al Pacífic sud-oriental pertanyent a Xile (la part occidental de la serralada submarina Sala y Gómez a prop de l'illa de Pasqua) i a la conca Indo-Pacífica (des d'Austràlia Occidental fins a Nova Gal·les del Sud, incloent-hi l'estret de Bass, Tasmània, Victòria i Austràlia Meridional).

## Taxonomia
- Enigmapercis acutirostris (Parin, 1990)[15]
- Enigmapercis reducta (Whitley, 1936)[16][17]

### Cladograma
| Enigmapercis | \| \| Enigmapercis acutirostris \| \| \| \| \| \| Enigmapercis reducta \| \| \| \| |
|              | \| \| Enigmapercis acutirostris \| \| \| \| \| \| Enigmapercis reducta \| \| \| \| |
|              | Acanthaphritis                                                                     |
|              |                                                                                    |
|              | Bembrops                                                                           |
|              |                                                                                    |
|              | Dactylopsaron                                                                      |
|              |                                                                                    |
|              | Chrionema                                                                          |
|              |                                                                                    |
|              | Hemerocoetes                                                                       |
|              |                                                                                    |
|              | Matsubaraea                                                                        |
|              |                                                                                    |
|              | Osopsaron                                                                          |
|              |                                                                                    |
|              | Percophis                                                                          |
|              |                                                                                    |
|              | Pteropsaron                                                                        |
|              |                                                                                    |
|              | Squamicreedia                                                                      |
|              |                                                                                    |
|              | Enigmapercis acutirostris                                                          |
|              |                                                                                    |
|              | Enigmapercis reducta                                                               |
|              |                                                                                    |

|  | Enigmapercis acutirostris |
|  |                           |
|  | Enigmapercis reducta      |
|  |                           |

## Estat de conservació
Enigmapercis acutirostris n'és l'única espècie que apareix a la Llista Vermella de la UICN, ja que les muntanyes submarines on viu són caladors on hi ha moltes espècies d'interès comercial per a les flotes pesqueres (tot i que no té cap valor comercial, és capturat de manera incidental).